# Sint-Pauluskerk (Eindhoven)
De Sint-Pauluskerk was een rooms-katholiek kerkgebouw, dat zich bevond op de hoek van de Boschdijk en de Frankrijkstraat, aan Boschdijk 324 in Eindhoven.

## Geschiedenis
De kerk werd ingezegend in 1924, terwijl reeds in 1923 een begraafplaats was aangelegd. Er kwam in 1925 ook een klooster van de Fraters van Tilburg, aan de Frankrijkstraat. Deze gaven les aan de Paulusschool, een katholieke jongensschool. De Zusters van Liefde van Schijndel verzorgden het onderwijs voor meisjes aan de Theresiaschool (1926) en de Elisabethschool (1932). Deze scholen waren in de nabijheid van de kerk gelegen, aan de Boschdijk.
Architect van de kerk was Hubert van Groenendael. Het was een neoromaanse kruiskerk met een dakruitertje op de viering, dat voorzien was van een helmdak. De kerk ontbeerde een echte toren, waar echter in het oorspronkelijke ontwerp wel in voorzien was. Wel werd geld ingezameld voor de bouw ervan, maar de toren is er nooit gekomen.
De kerk heeft zeer drukke tijden gekend, maar vanaf de jaren 60 van de 20e eeuw begon het kerkbezoek terug te lopen. Uiteindelijk werd het gebouw in 1996 gesloopt. In de plaats ervan kwam het appartementencomplex Paulusstaete.

## Pauluskerk
De gelovigen kregen de beschikking over het Kerkwijkcentrum Sint-Paulus, dat nabij de kerk werd opgericht aan Boschdijk 354. In 2006 werd ook daar de laatste rooms-katholieke eredienst gehouden. In 2011 werd dit gebouw verkocht aan de oudkatholieke Maria Magdalenaparochie, die daar sindsdien, onder de naam Pauluskerk, de diensten verzorgt.